# Herre, Herre, du mig utrannsakat
Herre, Herre, du mig utrannsakat är en sång med text från slutet av 1890-talet av Emil Gustafson. Melodin är av okänt ursprung.

## Publicerad i
- Hjärtesånger 1895 som nr 91 under rubriken Om frälsning från synden och inlednigsord Herre, Herre, du har mig rannsakat.
- Frälsningsarméns sångbok 1968 som nr 156 under rubriken Helgelse.
- Frälsningsarméns sångbok 1990 som nr 405 under rubriken Helgelse.